# Aimé Coulaudon
Aimé Coulaudon est un homme politique français né le 8 février 1906 à Pontgibaud (Puy-de-Dôme) et décédé le 18 juillet 1968 à Clermont-Ferrand.

## Biographie
Issu d'une ancienne famille auvergnate, docteur en droit, Aimé Coulaudon s'établit avocat à Riom puis à la cour d'appel de Paris en 1931. Il devient ensuite secrétaire du dirigeant républicain-socialiste Alexandre Zévaès. Il s'investit lui-même localement, fondant notamment les Jeunesses socialistes du Puy-de-Dôme et les Étudiants socialistes ainsi que les journaux Le Drapeau rouge et L'Auvergne socialiste.
Il entre dans la compétition électorale en se présentant aux législatives de 1932. Battu, il se représente en 1936 mais est battu à nouveau par un candidat du Parti agraire et paysan français lors de la victoire du Front populaire. Son adversaire étant invalidé quelques semaines plus tard, Aimé Coulaudon se représente, cette fois avec succès.
Il vote en faveur de la remise des pleins pouvoirs au Maréchal Pétain en juillet 1940 mais entre très tôt dans la Résistance. Il adhère au mouvement Combat dès sa création, et devient chef-adjoint du maquis local. Son frère cadet, Émile Coulaudon est en 1944, le chef militaire des FFI d'Auvergne.
À la Libération, il ne reprend pas de mandat politique mais se montre néanmoins d'une grande activité. Il est, de 1944 à 1952, rédacteur en chef du Mur d'Auvergne, organe d'expression des anciens maquis de la Résistance auvergnate. Il est également consul de France en Belgique et chroniqueur littéraire. En 1952, il devient docteur ès lettres après avoir soutenu une thèse consacrée à Anatole France et la gastronomie. Il publie une multitude d'ouvrages d'histoire locale et meurt en 1968 d'un cancer du pancréas. Il était membre de la confrérie des Compagnons du Bousset d'Auvergne. Un prix littéraire décerné tous les cinq ans à Clermont-Ferrand porte son nom depuis 1976.

## Publications
- Chazerat, dernier intendant de la généralité de Riom et province d'Auvergne (1774-1789), thèse pour le doctorat de sciences juridiques Université de Poitiers (1932), Paris, Jouve et Cie éditeurs, 1932
- Sourires d'Auvergne, Clermont-Ferrand, Imprimerie générale Jean de Bussac, 1942
- Simon ou les Ombres du plaisir, 1943
- De la Sioule à la Tiretaine  (préf. Jean Rochon), 1943
- La cloche fêlée, 1948
- La croix des pères  (ill. Jean Siramy), coll. « Écrivains d'Auvergne », 1959
- Clermont au temps du Second Empire, 1963
- Clermont à  la Belle Époque, Marseille, Jeanne Laffitte, 1981 (première édition : 1965)
- L'Auvergne et ses histoires, 1967